# Karl Bodmer

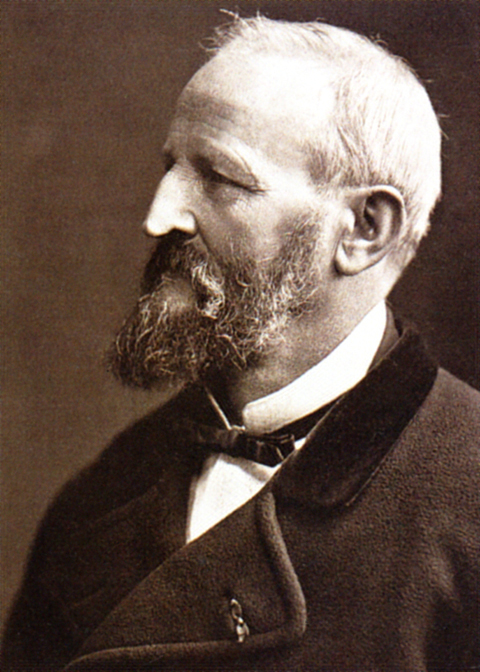
Karl Bodmer 1877.

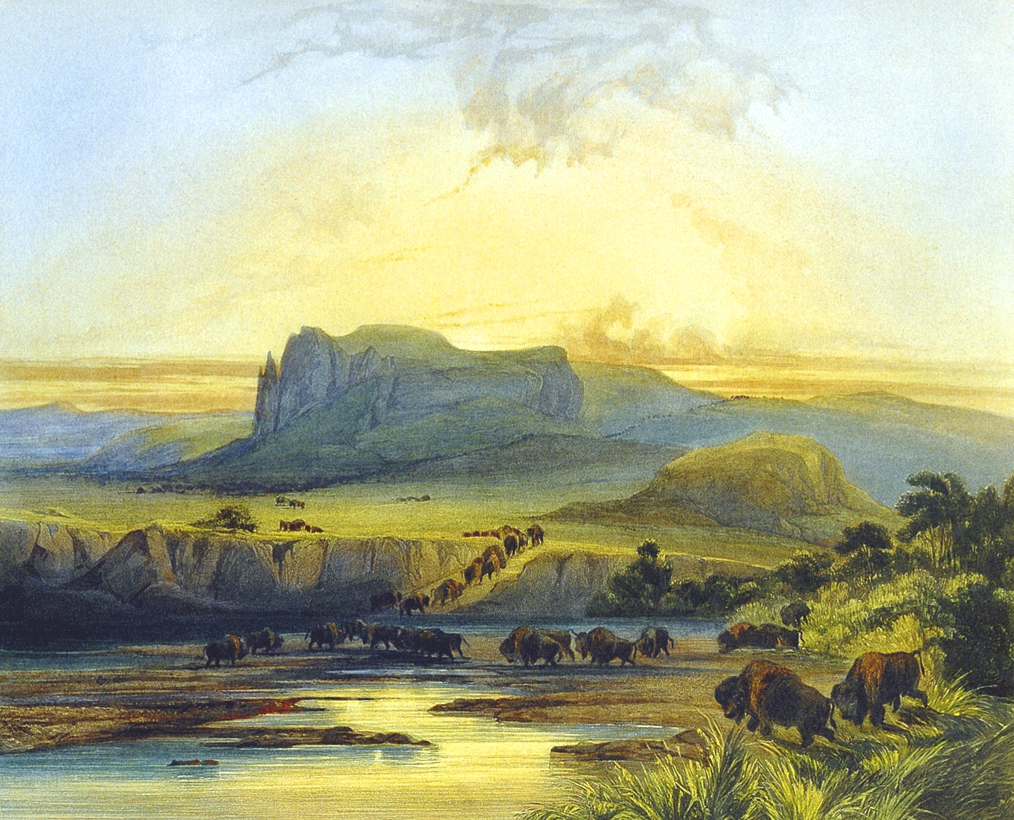
Buffelhjord vid Missourifloden. (Akvatint efter Karl Bodmer.)

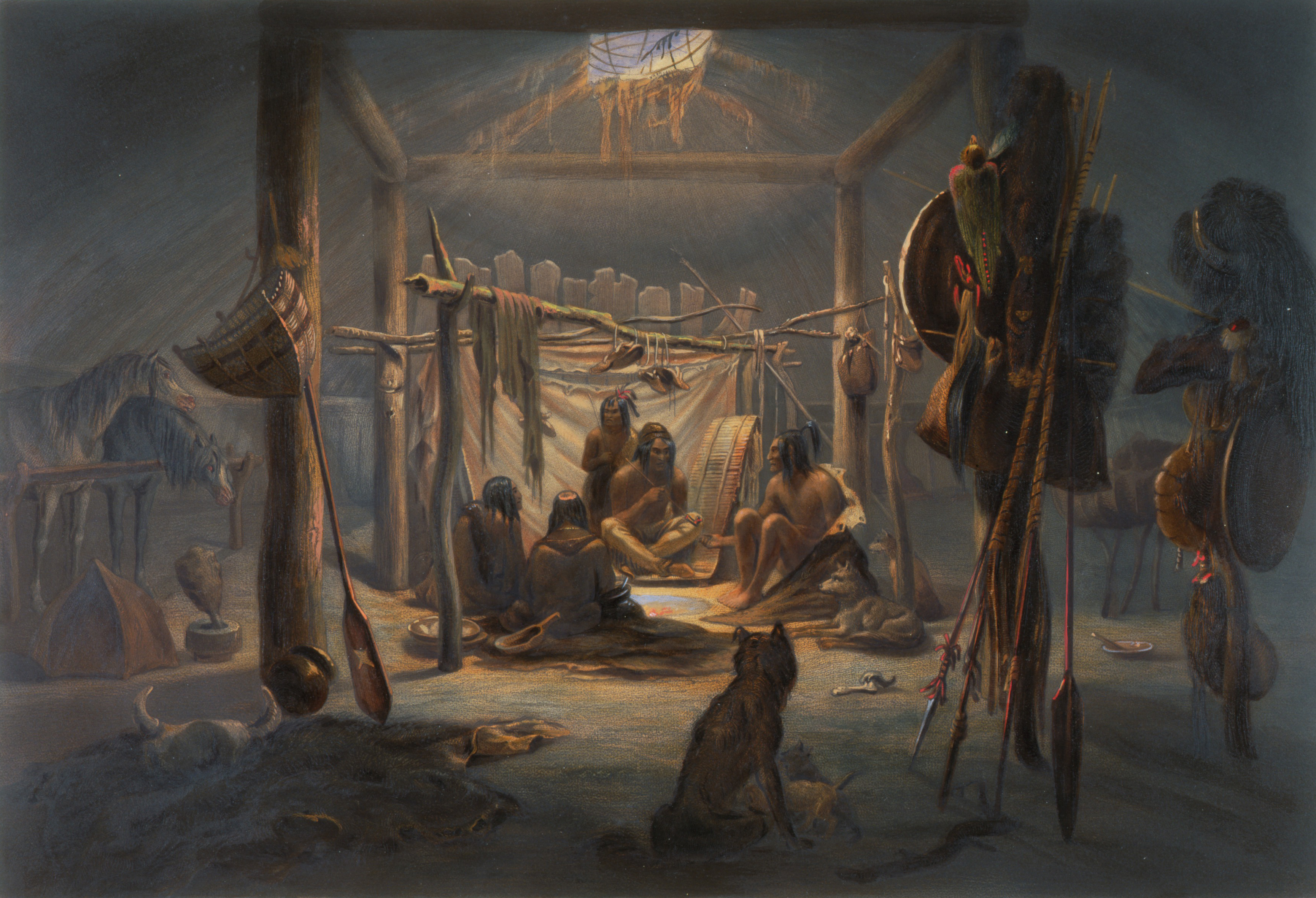
Det inre av ett mandanskt jordhus. (Akvatint efter Karl Bodmer.)

Johann Karl Bodmer, född den 11 februari 1809 i Zürich, död den 30 oktober 1893 i Paris, var en schweizisk-fransk grafiker, etsare, litograf, zinkograf, tecknare, målare, illustratör och jägare. Han är idag framförallt känd som prärieindianernas målare.

## Prärieindianernas målare
Karl Bodmer medföljde 1832-1834 prins Maximilian zu Wied-Neuwied på hans forskningsresa till de nordamerikanska Great Plains. Där tecknade han och målade prärieindianer och prärielandskapet. Dessa bilder publicerades sedan som handkolorerade akvatinter i Maximilian zu Wied-Neuwieds arbete Reise in das innere Nord-America 1832–1834. Idag tillhör Bodmers bilder och Wied-Neuwieds reseskildring en av de viktigaste historiska och etnografiska källorna till den nu försvunna prärieindianska kulturen runt Missourifloden.

### Expeditionen
Den viktigaste fasen av denna forskningsresa inleddes i april 1833 när prinsen av Wied och Bodmer begav sig uppför Missourifloden, först med hjulångaren Yellow Stone och sedan i flodbåt. När de stannade vid handelsstationer och läger målade Bodmer akvareller av indianer från ett flertal prärieindianska grupper, först och främst ledarfigurer och andra män men ibland även kvinnor och barn. Han målade även samhällsscener, ceremonier och landskap. I augusti nådde expeditionen Fort McKenzie, men hotande krig med Svartfotsindianerna fick dem att vända om. Vintern 1833-34 tillbringades vid Fort Clark tillsammans med George Catlin. Man upprättade nära och vänskapliga förbindelser med mandaner och hidatsa. Artistiskt och vetenskapligt var denna vinter expeditionens höjdpunkt.

### Illustrationerna
Efter återkomsten till Europa arbetade Bodmer under ett decennium med att förbereda illustrationerna till prinsen av Wieds reseberättelse, Reise in das innere Nord-America in den Jahren 1832 bis 1834 i tre volymer. Det var 81 akvatinter baserade på hans amerikanska akvareller. Trots att det översattes till flera språk, var arbetet var ingen kommersiell framgång och Bodmer kom att betrakta sitt deltagande i den wiedska expeditionen som en oåterkallelig förlust för sin karriär.

### Samlingarna
386 av Bodmers teckningar och akvareller från Nordamerika befinner sig tillsammans med tryckplåtarna och det skriftliga material som Wied-Neuwied framställde under expeditionen i Joslyn Art Museum i Omaha (Nebraska). En annan viktig samling är Newberry Library Bodmer Collection i Chicago.

## I Frankrike

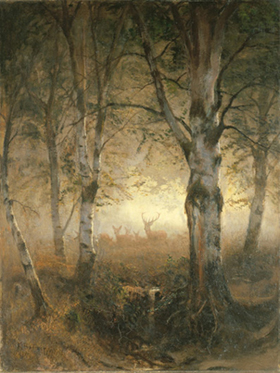
Hirsche im Wald (1880), exempel på den konst Bodmer målade mot slutet av sitt liv.

Karl Bodmer blev känd i Tyskland för sina akvareller, teckningar och akvatinter med motiv från Rhens, Mosels och Lahns städer och landsbygd. I Frankrike uppskattades hans oljemålningar med skogs- och djurmotiv samt hans kopparstick, teckningar och bokillustrationer, allt utfört i Barbizonskolan anda. Han blev fransk medborgare 1843. Han tillbringade sina sista år i fattigdom och dog i obemärkthet 1893.